# Алейский сельсовет
Але́йский сельсове́т — муниципальное образование со статусом сельского поселения и административно-территориальное образование в Алейском районе Алтайского края России. Административный центр — посёлок Алейский.

## Население
| 1997  | 1998  | 1999  | 2000  | 2001  | 2002  |
| ----- | ----- | ----- | ----- | ----- | ----- |
| 1804  | ↗1859 | ↘1811 | ↘1789 | ↘1764 | ↘1742 |
| 2003  | 2004  | 2005  | 2006  | 2007  | 2008  |
| ↘1688 | ↘1670 | ↗1674 | ↘1667 | ↗1674 | ↘1667 |
| 2009  | 2010  | 2011  | 2012  | 2013  | 2014  |
| ↘1665 | ↘1509 | ↘1498 | ↘1160 | ↘1091 | ↘1006 |
| 2015  | 2016  | 2017  | 2018  | 2019  | 2020  |
| ↗1099 | ↗1106 | →1106 | ↘1084 | ↘1028 | ↘960  |
| 2021  |       |       |       |       |       |
| ↘890  |       |       |       |       |       |

По результатам Всероссийской переписи населения 2010 года численность населения муниципального образования составила 1509 человек, в том числе 746 мужчин и 763 женщины. Оценка Росстата на 1 января 2012 года — 1160 человек.

## Населённые пункты
В состав сельского поселения входят 5 населённых пунктов:
- Алейский (посёлок, административный центр) — 569[13]
- Малахово (село) — 215[13]
- Мамонтовский (посёлок) — 27[13]
- Октябрьский (посёлок) — 120[13]
- Первомайский (посёлок) — 160[13]